# Zero (chanson d'Imagine Dragons)
Pour les articles homonymes, voir Zero et Zero (chanson).
Singles de Imagine Dragons
Natural
(2018) Machine
(2018)
Zero est une chanson du groupe de pop rock américain Imagine Dragons, qui l'a co-écrite avec leur producteur John Hill. Il s'agit du deuxième single du quatrième album studio du groupe Origins. La chanson est présente à la fin du film d'animation Disney Ralph 2.0 et apparaît dans sa deuxième bande-annonce officielle, ainsi que dans la bande originale du film.   

## Réception critique
Markos Papadatos de Digital Journal a déclaré que la chanson "valait plus qu'un simple coup d'œil, et qu'elle recueille deux pouces levés." 

## Clip vidéo
Un premier clip de la chanson est sorti le 23 octobre 2018. La vidéo se déroule dans une arcade et fait la promotion du film de Disney Ralph 2.0 . Il a reçu plus de 55 millions de vues en janvier 2020 sur YouTube. 

## Spectacles en direct
"Zero" a été joué en "live" pour la première fois au festival de musique iHeartRadio le 22 septembre 2018, avec une autre chanson de l'album: " Natural ". "Zero" a également été joué au Jimmy Kimmel Live! le 5 novembre 2018. Le titre a ensuite été présenté en concert au Cosmopolitan de Las Vegas le 7 novembre, avec trois autres chansons de l'album: " Natural ", " Machine " et " Bad Liar ". 

## Historique des versions
| Région | Date              | Format                       | Étiquette  | Ref.  |
| ------ | ----------------- | ---------------------------- | ---------- | ----- |
| Divers | 19 septembre 2018 | Téléchargement numérique     | Interscope | [ 4 ] |
| Italie | 21 septembre 2018 | Radio à succès contemporaine | Interscope | [ 5 ] |